# Jean Allemane
Jean Allemane (Sauveterre-de-Comminges, 25 agosto 1843 – Herblay, 6 giugno 1935) è stato un politico francese.
Partecipò alla Comune di Parigi e fondò il POSR, Partito operaio socialista rivoluzionario.

## Biografia
Venuto a Parigi con i genitori, commercianti di vini, lavorò come operaio tipografo, s'impegnò nella lotta sindacale e nel 1862 fu incarcerato per aver partecipato a uno sciopero, allora vietato dal regime imperiale.
Caporale del 59º battaglione della Guardia nazionale durante l'assedio di Parigi del 1870, fu membro del Comitato centrale della Guardia e partecipò alla Comune combattendo sulle barricate. Arrestato dopo la Settimana di sangue e condannato ai lavori forzati a vita nella Nuova Caledonia, un suo tentativo di evasione fallì nel 1876. Rifiutò di partecipare, nel 1878, alla repressione della rivolta dei Kanaki che le autorità coloniali avevano richiesto ai deportati.
La sua compagna Marie Quénot, una cucitrice figlia di un minatore dei Vosgi che aveva avuto da lui due figli, chiese nel 1878 la sua grazia, appoggiata da Victor Hugo, che le però rifiutata dal presidente Mac-Mahon. L'anno dopo la pena fu commutata in esilio con l'autorizzazione a tornare per qualche tempo a Parigi, e Allemane si trovava nella capitale quando l'8 maggio 1880 fu concessa l'amnistia ai comunardi. Una settimana dopo sposò Marie Quénot nel municipio del XX arrondissement.
Allemane trovò lavoro come tipografo del giornale  L'Intransigeant di Henri Rochefort. Aderì alla Fédération des travailleurs socialistes de France (FTSF) di Paul Brousse, e nel 1890, escluso dal Partito nel congresso di Châtellerault, fondò il Partito operaio socialista rivoluzionario (POSR) che preconizzava lo sciopero generale come mezzo di azione rivoluzionaria.
Nel 1902 fu fondato il Partito socialista francese (PSF), fusione di socialisti indipendenti, della FTSF di Paul Brousse e del POSR di Allemane. Il nuovo partito intendeva partecipare alle elezioni e Jean Allemane fu eletto all'Assemblea Nazionale nel 1901 e nel 1906, dopo che nel 1905 egli aveva aderito al nuovo partito diretto da Jules Guesde, Jean Jaurès, Édouard Vaillant e Paul Lafargue, la SFIO, Section française de l'Internationale ouvrière.
Fondatore della tipografia socialista La Productrice, che trasformò in cooperativa operaia, nel 1910 pubblicò le sue Mémoires d'un communard, incentrate soprattutto nel periodo di detenzione nel bagno penale della Nuova Caledonia. Nel 1914, a dispetto del suo antimilitarismo, sostenne la partecipazione socialista al governo di difesa nazionale. L'8 agosto 1919 aderisce al partito socialista nazionale (PSN), fondato da Gustave Hervé all'indomani della Grande Guerra, con una lettera in cui scrive: "Il nostro compito è quello di chiarire alla classe operaia quali sono i suoi veri interessi e di mostrarle che essi si confondono con quelli della nazione". Nel 1920, al congresso di Tours della SFIO che vide la nascita del Partito Comunista Francese, guardò con simpatia al nuovo partito pur senza aderirvi. Jean Allemane fu anche iscritto alla massoneria.
Morì nel 1935, uno degli ultimi comunardi sopravvissuti, e fu sepolto nel cimitero di Père-Lachaise. Un suo nipote, Gaston Allemane (1903-1989), fu deputato della SFIO nel Fronte popolare francese.

## Scritti
- Mémoires d'un communard. Des barricades au bagne,  Paris, Librairie socialiste J. Allemane, 1910